# Chiamate la levatrice
 Chiamate la levatrice  è il primo romanzo autobiografico di Jennifer Worth, pubblicato in Italia da Sellerio.
Il romanzo ha ispirato la serie TV britannica prodotta dalla BBC L'amore e la vita - Call the Midwife.

## Trama
Il romanzo alterna racconti del convento Nonnatus House, da cui la levatrice dipendeva e dove era ospitata, a ritratti sugli ambienti proletari del quartiere di East Side nella Londra del 1950.
In quegli anni le levatrici si preoccupavano dell'assistenza durante tutto il periodo di gestazione e durante il parto, prima che fossero considerati parte integrante dell'assistenza sanitaria pubblica.